# Schoenocaulon
Schoenocaulon là một chi thực vật có hoa trong họ Melanthiaceae.